# Rurōni Kenshin: Meiji kenkaku romantan - Enjō! Kyōto rinne
Rurōni Kenshin: Meiji kenkaku romantan - Enjō! Kyōto rinne (るろうに剣心 -明治剣客浪漫譚- 炎上!京都輪廻?) è un videogioco del 2006, basato sul manga di Kenshin samurai vagabondo.

## Gioco
La storia si svolge durante la saga di Shishio e con i tre protagonisti della vicenda, ovvero Kenshin Himura, Sanosuke Sagara e Saitō Hajime, bisogna sconfiggere l'esercito del potente Shishio e salvare così Kyoto.
Il gioco è stato distribuito il 14 settembre del 2006 solo per la piattaforma PlayStation 2 e unicamente in Giappone. Questo episodio è stato anche l'ultimo lavoro come doppiatore di Hirotaka Suzuoki come voce di Hajime Saito.